# Liu Jieyi
Liu Jieyi (en chino simplificado, 刘结一; Pekín, diciembre de 1957) es un diplomático chino. Entre 2013 y 2017 fue representante permanente de la República Popular de China ante la Organización de las Naciones Unidas en Nueva York.

## Biografía
Liu nació en Pekín y asistió a la Universidad de Lenguas Extranjeras de Pekín entre 1978 y 1981. Previo a ello, entre 1977 y 1978 se desempeñó como profesor en la Escuela de Formación del Distrito de Chaoyang.
Entre 1981 y 1987 fue traductor de idiomas en las oficinas de las Naciones Unidas en Ginebra, Suiza. En 1987, se incorporó al Ministerio de Relaciones Exteriores de la República Popular China, donde trabajó en varios cargos hasta 2009. Entre ellos consejero en la misión de China ante la ONU entre 1995 y 1998; director general del Departamento de Control de Armas entre 2001 y 2005; director general del Departamento de Organizaciones y Conferencias Internacionales entre 2005 y 2006; y director general del Departamento de Asuntos de América del Norte y Oceanía entre 2006 y 2007. Entre 2007 y 2009 fue asistente del ministro de Relaciones Exteriores Yang Jiechi.

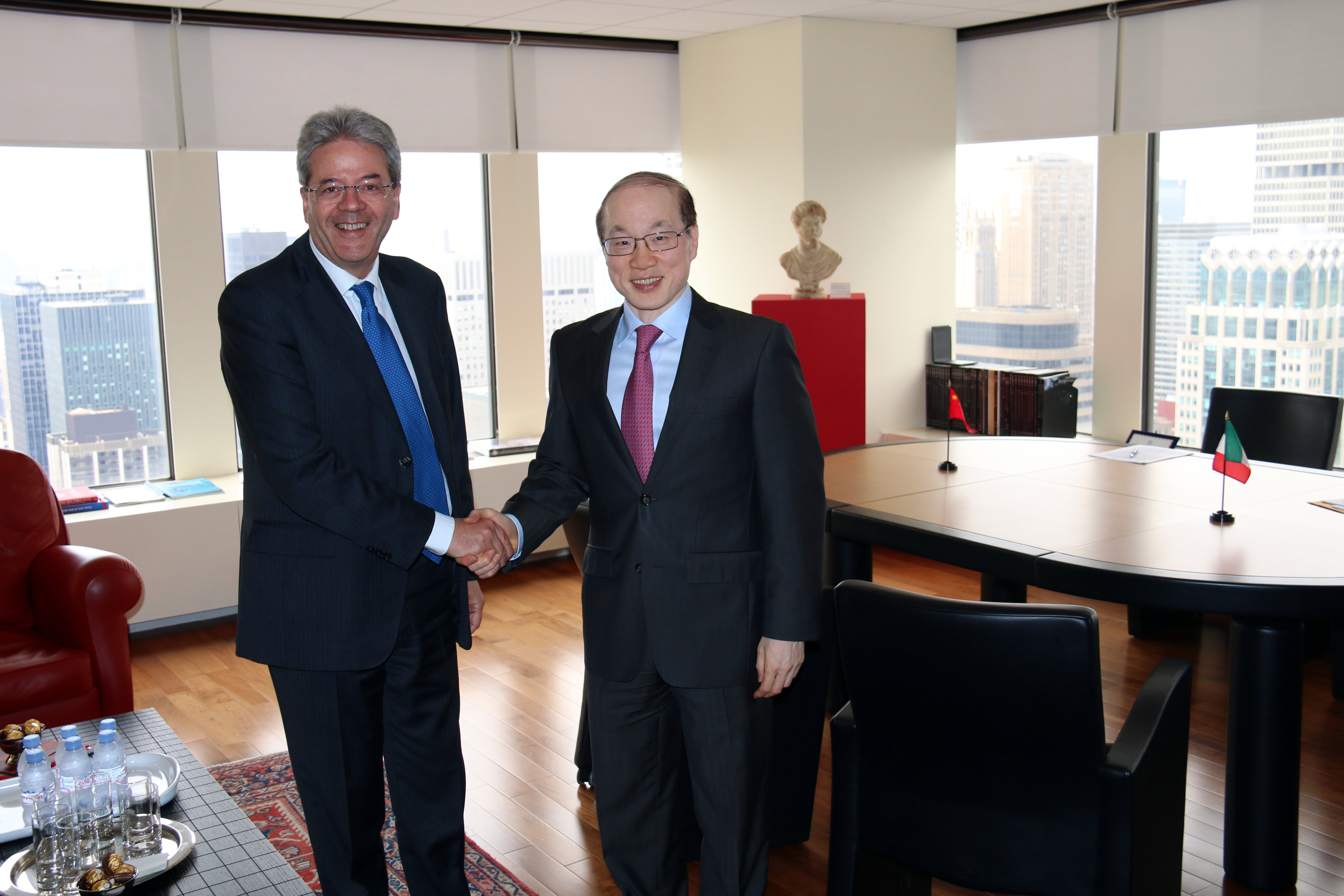
Liu junto al Ministro de Asuntos Exteriores de Italia Paolo Gentiloni.

Entre 2009 y 2013, Liu fue viceministro del Departamento Internacional del Comité Central del Partido Comunista de China.
En 2013, Liu reemplazó a Li Baodong como representante Permanente de China ante las Naciones Unidas en Nueva York. Sus credenciales fueron presentadas al Secretario General Ban ki-moon el 3 de septiembre de 2013. Durante noviembre de 2013, Liu fue el Presidente del Consejo de Seguridad de las Naciones Unidas.
A principios de diciembre de 2015, Estados Unidos y ocho países aliados en el Consejo de Seguridad de las Naciones Unidas solicitaron revivir los debates sobre la situación de los derechos humanos en Corea del Norte. Liu Jieyi consideró una «mala idea» que 15 naciones del Consejo de Seguridad celebraran tal reunión, y añadió que el consejo «no trata sobre los derechos humanos».
En cuanto a su vida personal, está casado y tiene un hijo.